# Європейська арабська ліга
Європейська арабська ліга (AEL) — ісламська політична радикальна організація/рух, що здійснює свою діяльність в Бельгії і Нідерландах. і яка вимагає перетворення арабів у "рівноцінний усім іншим самостійний етнос". AEL не підтримує насильство, разом з тим, рух займає радикальні позиції з багатьох питань, зокрема, виступає проти інтеграції мусульман у немусульманських країнах і визначає свою спрямованість як насерівську, пан-арабістьську та антисіоністську.
Лігу очолює Абу Джихад (Дайяб Абу Джах'я) - вихідець з Дженіну (в 1991 році) і колишній активіст ХАМАСу, проживає в Бельгії, там же отримав початкову освіту.

## Мета діяльності
Організація оголосила мусульман «пригнобленою меншістю», якій необхідні пільгові квоти в навчальних закладах і державних установах, виступає за арабську мову як державну (поряд з фламандською, французькою та німецькою) та іслам у ролі офіційної релігії. Також, члени ліги вимагають офіційного припинення політики інтеграції іммігрантів-мусульман у "аморальне" життя Бельгії. "Замість того щоб вирішувати проблеми, викликані расизмом і дискримінацією, - говорить Абу Джихад, лідер Європейської арабської ліги, - уряд часто пропонує мікстуру з асиміляції і поліцейських репресій".  Активісти Ліги нарівні з поліцією патрулюють вулиці населених мусульманами кварталів Антверпена, спостерігаючи за "правильністю" дій місцевої поліції.
Деякі джерела вважають, що Європейська арабська ліга створена з метою постійного тиску на хасидську громаду Антверпена, яка традиційно займається алмазним бізнесом  (єврейська громада Антверпена, 20 тисяч осіб, - одна з найбагатших у Європі, її спеціалізація - торгівля алмазами, велика частина антверпенських євреїв - хасиди).

## Історія
Протягом десятків років соціалісти потурали переселенню до Антверпена іммігрантів з Північної Африки, в основному з Марокко, яким надалі не знаходилося роботи. Вони перетворилися на утриманців соціальних програм і накопичували роздратування і злість проти країни, яка незрозуміло для чого прийняла їх.
Криза вибухнула восени 2002 року, коли в Антверпені фламандець побив свого сусіда, викладача-марокканця. Побутова сварка стала приводом для масових маніфестацій членів арабської громади. Демонстрації переросли в погроми, жорстко придушені поліцією. Саме тоді вперше був заарештований лідер Європейської арабської ліги Абу Джихад, який був близький до терористичного угруповання "Хезболла". Коли його відпустили, він організував приватну мусульманську міліцію в Антверпені.
Міліціонери ходять по кварталах іммігрантів по п'ятах за поліцією з плакатами "Погані поліцейські, Європейська арабська ліга стежить за вами". За допомогою відеокамер міліціонери фіксують на плівку кожен крок поліцейських.
В вересні 2001 року Європейська Арабська ліга виступила в Брюсселі із заявою з приводу призупинення бельгійським правосуддям слідства за звинуваченням прем'єр-міністра Ізраїлю Аріеля Шарона в причетності до розправи над таборами палестинських біженців Сабра і Шатіла під час ізраїльської агресії в Лівані в 1982 році (в червні нинішнього року група палестинців подала відповідний позов проти Шарона до суду Брюсселя). Згідно з бельгійським законом від 1993 року, правосуддя Бельгії може залучати до судової відповідальності громадян будь-якої країни, де б вони не знаходилися, якщо ними були вчинені злочини проти людяності. Позов палестинців був прийнятий до судочинства, що означало можливість арешту Шарона на території Бельгії. Через це ізраїльський прем'єр скасував влітку свій візит до Брюсселя. Європейська арабська ліга заявила, що стаття 7 закону від 1993 року ясно говорить про те, що бельгійський суд компетентний переслідувати порушників цього закону незалежно від їх місцезнаходження.
30 січня 2004 року до півсотні активістів «Арабської європейської ліги» (АЕЛ) з'явилися на відбірковий матч Кубка Європи з міні-футболу між збірними Бельгії та Ізраїлю, який проходив у бельгійському місті Хасселт, розгорнули прапори ХАМАС і «Хізболли» і почали кричати: «Смерть євреям! »,« Євреїв у газові камери! »,« Переріжемо глотки всім євреям! »та інші популярні у арабських антисемітів гасла. Суддя був змушений десятки разів переривати зустріч, яка, в результаті, замість двох таймів по 20 хвилин, затягнулася майже на три години. Організатори зустрічі зажадали у поліцейських, видалити арабів із залу, проте поліція відмовилася втручатися, заявивши, що «не хоче насильства».
У 2006 році Європейська Арабська ліга спровокувала великий скандал, оголосивши про намір брати участь у парламентських виборах 2003 року і виставити окремий список на комунальних виборах в Антверпені.

## Офіційний сайт
- International website of the AEL

Офіційні сайти ліги містять антисемітські гасла.
У 2006 р. Арабська Європейська ліга у відповідь на публікацію карикатур на пророка Мухаммеда європейськими газетами опублікувала на своєму сайті карикатури на тему Голокосту і євреїв. У поясненні йшлося, що карикатури опубліковані з урахуванням свободи слова в Європі. Цим же раніше пояснювалося розміщення в газетах карикатур на пророка Мухаммеда. Абу Джихад зазначив, що "у європейців є свої священні корови, хоча й не з релігії".
На одній з картинок Європейської арабської ліги зобразили Анну Франк, що лежить в ліжку з Адольфом Гітлером, а на іншій ставиться під сумнів факт Голокосту. Малюнки супроводжує пояснення, що карикатури розміщені в рамках положення про свободу слова, а не для того, щоб "образити кого-небудь, вони не спрямовані проти будь-якої групи, спільноти чи історичного факту". Саме таким же поясненням європейські газети супроводжували публікацію карикатур на пророка Мухаммеда, що з'явилися спочатку в одній з данських газет.